# Principato del Pindo

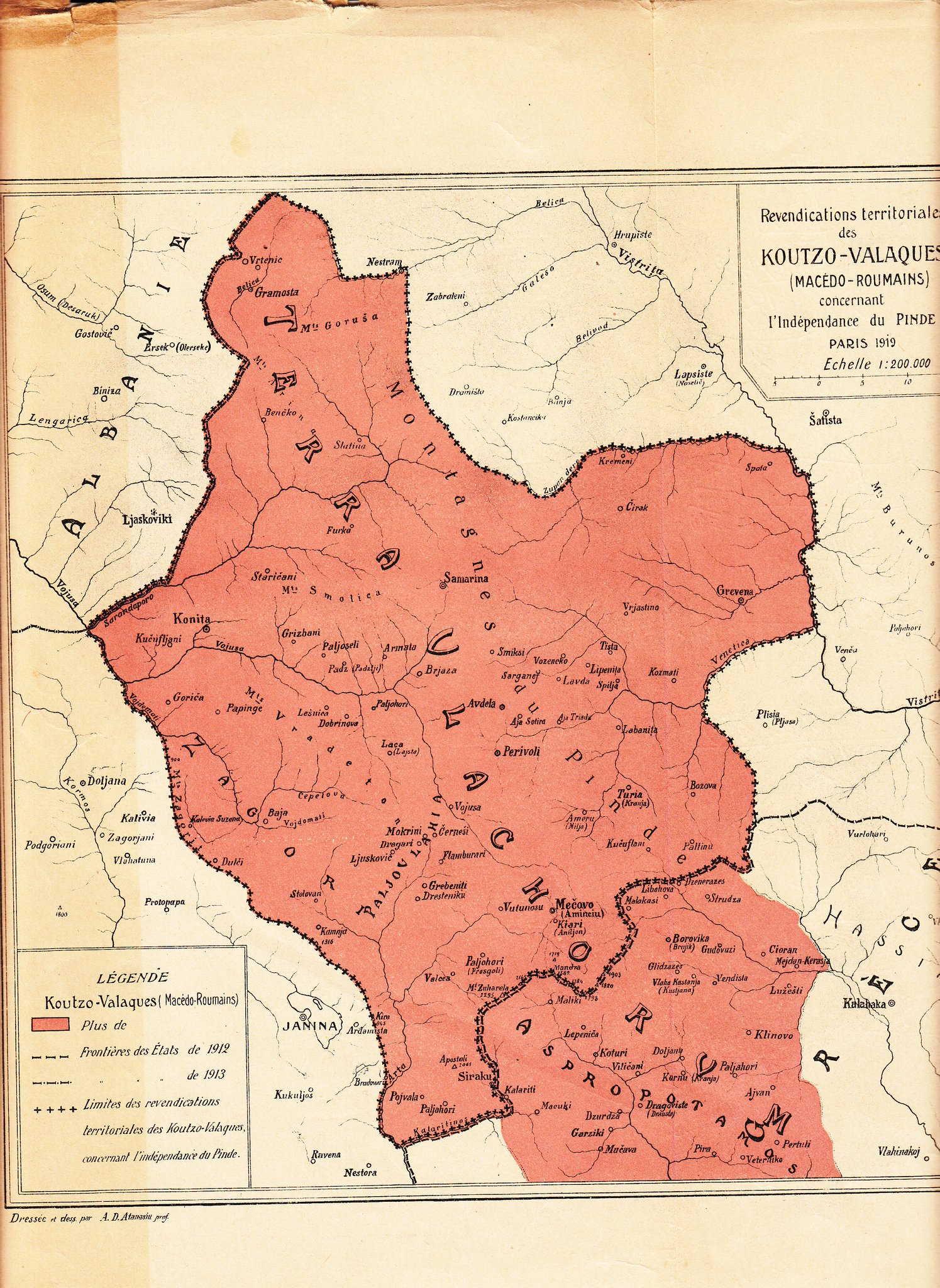
Progetto per il Pindo autonomo

Il nome principato del Pindo fu utilizzato nell'ambito di un tentativo di creazione di un distretto autonomo dei Valacchi sotto protettorato italiano alla fine della prima guerra mondiale, nel luglio e agosto 1917, a Samarina e altre località della catena montuosa del Pindo, dove la popolazione era a maggioranza valacca. Gli eventi relativi si protrassero solo per un paio di giorni.
Il nome fu poi usato per descrivere un progetto lanciato in modo analogo durante la seconda guerra mondiale dai membri della Legione Romana dei Valacchi (1941-1943), un'organizzazione di Valacchi che collaborava con le forze di occupazione italiane in Grecia, guidati da Alcibiade Diamandi, che aveva anche partecipato agli eventi del 1917. La "Legione" era attiva in Tessaglia, parte dell'Epiro e parte della Macedonia greca. Dopo la caduta del regime fascista, e a causa delle azioni della Resistenza greca, la "Legione" cessò la sua attività nel settembre 1943.

## Eventi del 1917
Non c'era un'autorità centralizzata. Tutti i telegrammi ai governi stranieri erano firmati dai sindaci dei 13 paesi del Pindo e dai membri del comitato provvisorio:
"Noi, popolo romano del Pindo, e dello Zagori, dichiariamo la volontà e il proposito immutabile di unione fraterna all'Italia. (27 luglio 1917, telegramma a Sidney S. Sonnino, Telegramma al Ministero degli Affari Esteri d'Italia)
I 13 paesi erano:
Samarina, Abella (Avdella), Perivole, Baïassa (Vovousa), Amintchou (Metzova), Paléosseli (Παλαιοσέλλι), Padzes (Πάδες), Tourïa (Κρανέα), Breazna (Distrato), Laca (Λαΐστα), Dobrinova (Iliochori), Armata (Άρματα), Zmixi (Smixi)
I membri del comitato provvisorio erano:
- Doctor Dimitrie Diamandi
- Ianaculi Dabura
- Mihali Teguiani
- Tachi Nibi
- Zicu Araia
- Alcibiade Diamandi
- Sterie Caragiani

## Eventi del 1941-1943: Capi della Legione Romana dei Valacchi
- 1941-1942: Alcibiade Diamandi
- 1943: Nicola Matussi